# Eusèbe Jaojoby
Eusèbe Jaojoby, né le 29 juillet 1955 à Amboangibe, est un chanteur, chorégraphe et compositeur malgache  originaire du nord de Madagascar.
Il est qualifié de « Roi du salegy » car il est l'un des maîtres incontestés de ce style de musique également appelée ba gasy structurée autour d'un pulse particulier de la signature rythmique 12/8[réf. nécessaire].

## Biographie
Né dans une famille d'ethnie betsimisaraka, dont il est l'aîné d’une fratrie de treize enfants, Eusèbe Jaojoby naît le 29 juillet 1955 à Anboahangibe, près de Sambava, l’une des capitales de la vanille au nord-est de Madagascar. Élevé dans la foi catholique, il se rend plusieurs fois par semaine à l’église où son grand-oncle, joue de l’harmonium et réalise très jeune, en chantant des cantiques, qu’il possède une voix claire, puissante, énergique. Avant d’être sa signature, ce qui le distingue encore aujourd’hui dans le panorama musical malgache, elle est à la base de son parcours d’artiste.
En septembre 1970, son père l’envoie étudier à Diégo-Suarez, la capitale du nord, un ancien repère de pirates très apprécié des marins français. Dans cette ville réputée pour ses nuits animées, Eusèbe ne met pas longtemps à se retrouver sur les planches. Un mois après son arrivée, il s’inscrit à un radio-crochet. Le concours dure plusieurs jours car les participants ne manquent pas. Il n’a jamais utilisé de micro ni été accompagné par un orchestre, mais cela ne l’empêche pas de gagner.
Double vie
Dans les cabarets, partout où on joue, on le laisse entrer et chanter chaque fois qu’une occasion se présente. L’oncle auquel il a été confié, informe ses parents de la situation mais ces derniers, sur le conseil de leur curé, décident de laisser le jeune garçon de quinze ans suivre sa vocation, à condition toutefois que ses résultats scolaires n’en soient pas affectés. Une double vie commence, menée à bien sur les deux fronts pendant plusieurs années.
Au bar « Le Saïgonais », fréquenté par les anciens colons français et les coopérants, il se produit à partir de 1972 avec le groupe maison, Los Matadores. La clientèle veut des tubes et des rythmes de la pop internationale mais Eusèbe et les musiciens intègrent progressivement des éléments de la culture traditionnelle malgache qu’ils revisitent avec leurs instruments électriques. Guitare, basse, batterie et clavier ont remplacé la kabosy à quatre cordes, l’accordéon et les percussions en hochet.
Le salegy moderne, devenu aujourd’hui la musique fédératrice de Madagascar, est en train de prendre forme. S’il en est l’un des fondateurs, Jaojoby n’en a pas la paternité, pas plus que Tianjama, surnommé « le grand maître du salegy », qui s’est fait connaître à Majunga avec un style très proche. L’impulsion ne vient pas d’un seul homme, elle appartient à toute une génération qui grandit dans un même contexte et expérimente les mêmes choses au même moment en des endroits différents.
En 1975, Eusèbe change de formation et passe avec les Players, moins expérimentés mais plus ouverts. Avec la sono et le groupe électrogène du commerçant chinois qui leur sert de manager, ils tournent sans cesse dans leur région, animent tous les bals dans les villages où ils s’arrêtent. Après quatre ans, le groupe implose, laissant derrière lui deux 45 tours enregistrés en 1976.
Journalisme et musique
Eusèbe essaie de continuer avec de nouveaux musiciens, mais préfère rapidement rejoindre la capitale Antananarivo pour terminer ses études. Pendant deux ans, il suit les cours de sociologie à la faculté. Fin 1980, il est recruté comme journaliste par la radio nationale, à une époque où Madagascar fait clairement partie du bloc de l’Est. Une nouvelle fois, c’est grâce à son talent de chanteur qu’Eusèbe reprend le chemin de la musique.
Tandis qu’il s’apprête à prendre le bus, un inconnu l’accoste et lui demande s’il sait chanter le salegy. Le soir, il prend le micro au Papillon, la boîte de nuit de l'hôtel Hilton. Il est aussitôt engagé et alterne pendant trois ans les nuits au micro et les journées de travail, sauf quand il effectue un stage de perfectionnement en journalisme à Berlin-Est en 1982. Nommé à Diégo-Suarez (renommé Antsiranana) comme chef du service provincial de l’information, un poste à hautes responsabilités dans ce régime politique, Eusèbe met sa carrière entre parenthèses à partir de 1984 jusqu’à ce qu’un Français, Pierre Henri Donat le remette en studio en 1987 pour participer à la compilation « Les Grands Maîtres du Salegy ». Sa chanson Samy Mandeha Samy Mitady devient un tube à Madagascar, un quotidien le surnomme "le roi du salegy".
De retour dans la capitale en 1988, il met en place sa propre formation pour répondre aux demandes de concerts. Avec des musiciens et chanteurs qu’il a rencontré ou avec qui il a déjà joué, comme Saïd, guitariste des Players, ou Jean-Claude Djaonarana, un ancien de Los Matadores qui a fixé le rythme du salegy moderne à la batterie, il commence à se produire sous le nom de Jaojoby tout en conservant entre 1990 et 1993 son emploi d’attaché de presse au ministère des Transports, de la Météorologie et du Tourisme. En 1992, le producteur anglais Ian Anderson, qui l’a enregistré lors d’une session radio deux ans plus tôt, lui offre l’opportunité de faire son premier album dans un studio multi-pistes d’Antananarivo.
Des albums
"Jaojoby : Salegy !" fait découvrir ce style musical et ses variantes (basesa, sigoma...) à l’extérieur de Madagascar. De nouveaux horizons s’ouvrent à l’artiste. En 1994, il bénéficie d’un environnement plus professionnel pour son second album "Velono" que supervise Hervé Romagny car le guitariste de Ray Lema connaît Eusèbe et sa musique depuis de nombreuses années. Ce disque le lance sur le circuit des festivals des musiques du monde. Au Portugal, en Allemagne, aux Pays-Bas, en France notamment pour le festival Musiques Métisses d’Angoulême, au MASA d’Abidjan en 1997, Jaojoby sait faire danser. Le salegy est taillé sur mesure pour cela, il fait sans conteste partie de la famille des rythmes africains. Kwasa kwasa et rumba zaïroise ont aussi influencé les artistes malgaches.
Malgré le décès du batteur Jean-Claude Djaonarana en 1995, l’équipe d’Eusèbe reste très efficace sur scène. "Machine à rythmes implacables, ouragan de sons à l’appel lancinant", lit-on à son sujet. Ses enfants, rassemblés un moment dans la formation Jaojoby Junior qui a fait ses classes dans les cabarets d’Antananarivo, sont aujourd’hui plus souvent présents à ses côtés en concert, dans les rangs des musiciens comme celui des chanteurs-choristes-danseurs.
"E Tiako", son troisième album paru en 1998, lui donne une autre dimension à Madagascar. La chanson "Malemilemy", dérivé d’un air folklorique, ne quitte pas les ondes pendant plus d’un an. Jaojoby est élu artiste de l’année dans son île en 1998 puis en 1999. Conscient de sa popularité, il met sa notoriété au service du FNUAP (Fond des Nations unies pour la Population) en assumant son rôle d’ambassadeur de bonne volonté.
Au cours de l’été 2000, en cinq jours et dans des conditions proches du live comme à son habitude, il enregistre "Aza Ariano" qui sort un an plus tard.
À quelques semaines des élections présidentielles de décembre 2001, Jaojoby vient de jouer devant plus de 50 000 personnes lors d’un meeting politique pour apporter son soutien au maire d’Antananarivo, candidat à la fonction suprême. Plus que jamais engagé dans le combat politique, Eusèbe Jaojoby soutien l’accession à la présidence du pays de Marc Ravalomana en 2002.
Retour à la musique
Jaojoby revient à la musique en 2004, avec son cinquième album, "Malagasy". Un disque enregistré à la Réunion qui se veut une invite à la paix, à la réconciliation : "Dans le titre éponyme de l'album, 'Malagasy', j'invite tous mes compatriotes à garder confiance dans l'avenir. Ils doivent lutter pour améliorer leur cadre de vie et contribuer au redressement du pays". Pour autant, il le dit lui-même, il ne souhaite plus se mettre en avant dans la vie politique de Madagascar. Comme pour confirmer cette décision, il entame une tournée de deux mois en France, qui prend fin au festival de Thau (9-18 juillet), avant de repartir pour les États-Unis et le Canada.
Les années qui suivent, Jaojoby continue à donner des concerts. Sur son île de Madagascar mais aussi en France métropolitaine et à la Réunion, une autre île qu’il apprécie énormément. En juin 2006, en rentrant du festival Donia de Nosy Be, il est victime d’un grave accident de voiture avec sa famille. Cela émeut ses fans. Un grand élan de solidarité s'organise. Il reste immobilisé de nombreuses semaines.
En mars 2008, il sort l’album "Donnant-Donnant", un disque de quinze titres distribué dans un premier temps uniquement à Madagascar. La musique qu’il distille est toujours souriante, les chœurs très présents et les paroles romantiques. Jaojoby reste fidèle au salegy malgache mais revisite aussi des chansons en français, en anglais, en créole et en malgache qu'il a écrites dans les années 1970 et 1980. De son aveu même, il s'agit de proposer une musique à danser.
Le 20 septembre 2008, il monte sur les planches de l’Olympia, à Paris, pour un grand concert.
À cette occasion, il invite sur scène Lova, un artiste malgache de France issu de la mouvance rap qui a sollicité le roi du salegy sur la chanson Mitsinjaka. Leur duo a été largement diffusé sur les ondes de la Grande Île. Dans un autre genre, très reggae cette fois, Eusèbe partage aussi le micro avec son compatriote Abdou Day sur l’album "Toux égaux" que sort ce dernier, installé également en France.
Après le début de la nouvelle crise politique qui survient à Madagascar début 2009, une vingtaine d’artistes se réunissent pour enregistrer une chanson de Jaojoby intitulée Mila fitiavana (« Besoin d’amour ») et tenter ainsi d’apaiser les tensions.
En décembre, a lieu un grand concert au centre culturel français d’Antananarivo, prélude d’une année symbolique pour le chanteur : en 2010, il fête ses 40 ans de carrière et organise à cet effet une tournée nationale qui le conduit dans une dizaine de grandes villes. C’est aussi le cinquantenaire de l’indépendance de Madagascar, événement qu’il célèbre à travers trois concerts donnés en France. Enregistré à La Réunion lors d'une de ses prestations et commercialisé en CD et DVD, l'album "Live au Bato Fou" vient enrichir sa discographie.
En juin 2011, il ouvre son cabaret nommé Jao’s Pub, situé à Antananarivo. Avec ce lieu de spectacle, le chanteur entend jouer un rôle sur la scène musicale. Il occupe aussi des fonctions de chargé des affaires culturelles auprès du secrétariat de la présidence de la République.
2012 : "Mila Anao"
En février 2012 sort son album "Mila Anao", qu’il a enregistré à Antananarivo. Il renoue avec le salegy de facture classique, en y apportant des touches parfois rock. Autour de lui, on trouve désormais ses fils Lucas, Jackson et Anderson, respectivement à la guitare, à la basse et aux chœurs.
Après une série de concerts en France en mai passant par le festival Musiques Métisses d'Angoulême, il traverse l'Atlantique pour prend part à la tournée "Wake Up Madagascar" aux États-Unis et au Canada, en compagnie d'autres artistes malgaches. Une dizaine de prestations ont lieu (Pasadena Festival à Los Angeles, Festival international Nuits d'Afrique à Montréal...) afin de sensibiliser aux effets néfastes de la déforestation sur la Grande Île. Une seconde édition est aussi programmée en 2014, qui emmène Jaojoby et ses compatriotes dans d'autres villes d'Amérique du Nord.
En 2015, il rejoint le spectacle musical "Li té vé war" sur les 350 ans de peuplement et de métissage à La Réunion, et qui prend une dimension régionale avec la participation de nombreux artistes de l'océan Indien. Des représentations sont données sur les différentes îles de la zone. Jaojoby s'envole ensuite vers le continent africain pour trois concerts au Lesotho, Swaziland et en Afrique du Sud, avant de retrouver l'équipe des Madagascar All Stars, collectif à géométrie variable au sein duquel il a pris place, pour un grand show à Antananarivo.
Une nouvelle tournée française de huit dates est programmée en France et en Belgique en 2016. Il revient l'année suivante dans le sud de la France pour le festival Rio Loco qui met à l'honneur les îles de l'océan Indien lors de cette édition et attire chaque soir plusieurs dizaines de milliers de spectateurs. On le retrouve quelques mois plus tard dans une église de Berlin en quatuor, formule rare, pour un concert de salegy acoustique.
Avec d'autres artistes qui ont marqué l'histoire de la musique à Madagascar, il participe au Palais des sports d'Antananarivo à un concert donné en février 2018 baptisé Les Légendes du salegy. Puis il est une des têtes d'affiche du festival Libertalia qui s'est délocalisé cette année-là sur l'île touristique de Nosy Be.
En 2020, Jaojoby célèbre ses 50 ans de micro. Pour cet événement, quelques concerts sont prévus dans un contexte contraint par la pandémie de Covid-19. Le chanteur, qui occupe aussi le poste de chargé de mission à la direction générale de la présidence chargé des affaires politiques, reçoit les insignes de commandeur de l'ordre national malagasy en octobre.
Sur le plan musical, alors qu'il refuse systématiquement les propositions de collaborations faites par les jeunes artistes, il décide cette fois d'apporter son soutien à sa jeune compatriote Denise, espoir de la scène malgache, en acceptant un duo avec elle sur son album "Tsara Joro".

## Discographie
| Titre,                    | Parution | Label                                            | Nombre de pistes (durée) |
| ------------------------- | -------- | ------------------------------------------------ | ------------------------ |
| Mila Anao                 | 2012     | Buda Musique                                     | 14 (57 min 58 s)         |
| Live au Bato Fou: Jaojoby | 2010     | Discorama                                        | 12 (58 min 55 s)         |
| Donnant-Donnant           | 2008     | inconnu                                          | inconnu                  |
| Malagasy                  | 2004     | Discorama                                        | 12 (55 min 18 s)         |
| Aza Arianao               | 2000     | Indigo – Label Bleu                              | 12 (50 min 15 s)         |
| E Tiako                   | 1998     | Indigo – Label Bleu                              | 11 (44 min 31 s)         |
| Velono                    | 1994     | Indigo – Label Bleu                              | 11 (55 min 11 s)         |
| Salegy!                   | 1992     | Xenophile (1996 – US)/Rogue (1992 – Royaume-Uni) | 10 (53 min 53 s)         |
| Agny rô                   | 1978     | Discomad                                         | 2 (6 min 57 s)           |
| Tsaikijoby                | 1976     | Discomad                                         | 2 (7 min 54 s)           |

## Sources
- (en) Cet article est partiellement ou en totalité issu de l’article de Wikipédia en anglais intitulé « Eusèbe Jaojoby » (voir la liste des auteurs).